# Keith Michael Patrick O'Brien
Keith Michael Patrick O'Brien, irski  in škotskirimskokatoliški duhovnik, škof in kardinal, * 17. marec 1938, Ballycastle, † 19. marec 2018.

## Življenjepis
3. aprila 1965 je prejel duhovniško posvečenje.
30. maja 1985 je bil imenovan za nadškofa Svetega Andreja in Edinburgha in 5. avgusta istega leta je prejel škofovsko posvečenje.
21. oktobra 2003 je bil povzdignjen v kardinala in imenovan za kardinal-duhovnika Ss. Gioacchino ed Anna al Tuscolano. Zaradi obtožb o spolnih zlorabah, se je sam odpovedal pravicam kardinala, zato ni sodeloval na konklavah leta 2013, čeprav je bil mlajši od 80 let.